# Germaine Brière
Pour les articles homonymes, voir Brière (homonymie).
Germaine Brière (1894-1969)[réf. nécessaire] est une actrice française, active au cinéma dans les années 1930.

## Filmographie
- 1932 : Le Billet de logement de Charles-Félix Tavano
- 1932 : Clochard de Robert Péguy : Mme Caquet
- 1932 : Il a été perdu une mariée de Léo Joannon
- 1933 : La Mille et Deuxième Nuit d'Alexandre Volkoff : Zobeïda
- 1934 : La Belle de nuit de Louis Valray : Fernande
- 1934 : On a trouvé une femme nue de Léo Joannon
- 1934 : Trois de la marine de Charles Barrois : Mme l'amirale
- 1934 : La Flambée de Jean de Marguenat : la baronne Stettin
- 1935 : Quelle drôle de gosse de Léo Joannon
- 1935 : Arènes joyeuses de Karl Anton
- 1936 : Train de plaisir de Léo Joannon : une voyageuse